# Wolfgang Gartner
Joseph Thomas Youngman, művésznevén Wolfgang Gartner (San Luis Obispo, 1982. március 17. –) amerikai lemezlovas és zenei producer.

## Élete
2010 előtt saját kiadója, a Kindergarten adta ki munkáit, 2010-től az Ultra Records, 2011-től pedig a Ministry of Sound szerződött előadója.

## Albumok
Két stúdióalbuma jelent meg számtalan remixe mellett:
- Weekend in America (2011)
- 10 Ways to Steal Home Plate (2016)